# 西浅井コミュニティバス

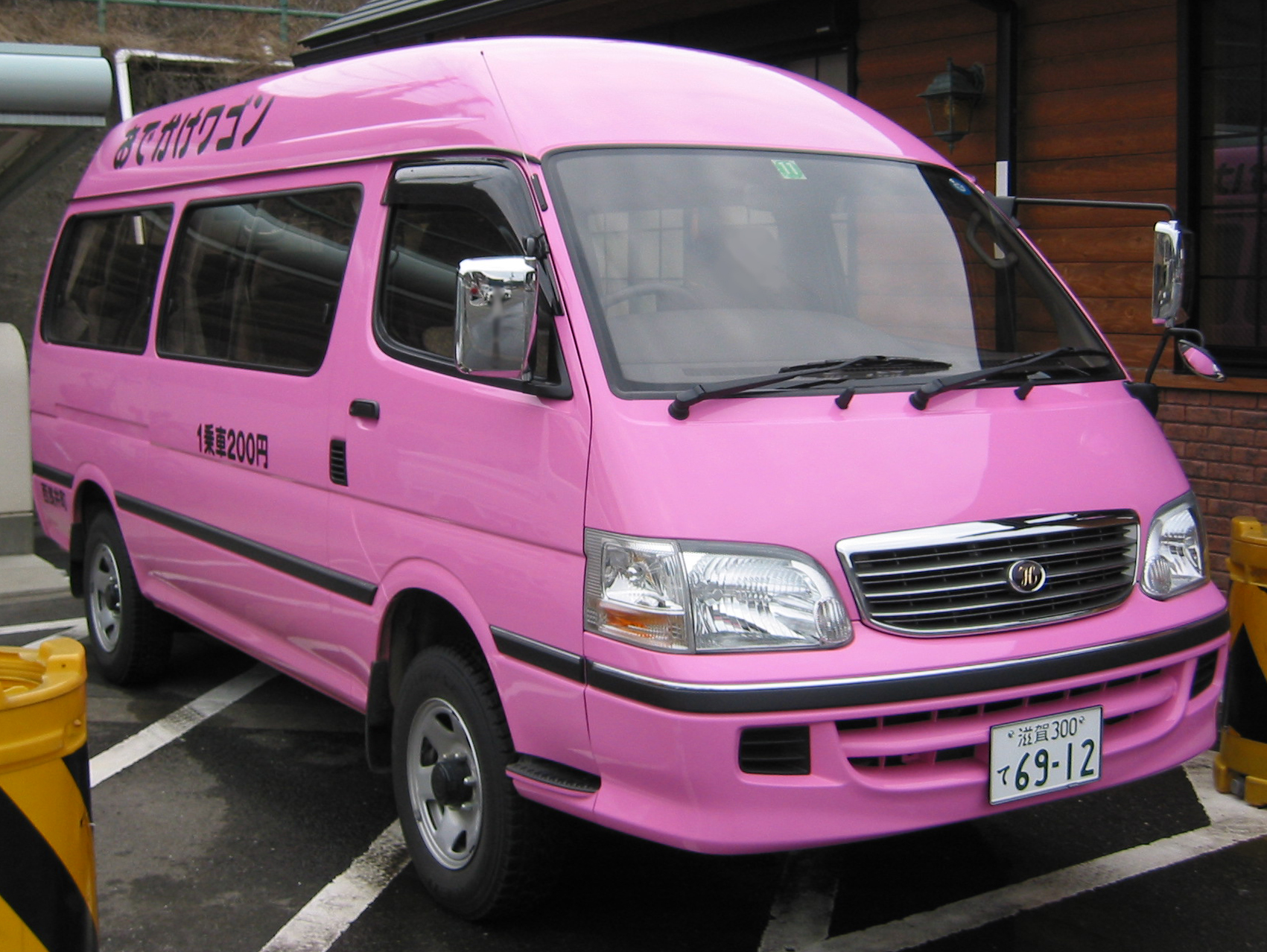
おでかけワゴンの車両
（2003年、西浅井町当時）

西浅井コミュニティバス（にしあざいコミュニティバス）は、滋賀県長浜市が西浅井地域にて運行しているコミュニティバスである。おでかけワゴンの愛称が付けられている。

## 概要
- 合併前の旧西浅井町が運行していた「おでかけワゴン」を、西浅井町を合併した長浜市が引き継いだものである。
- 料金は1乗車200円均一。
- 日曜と年末年始（12月29日 - 翌年1月3日）は運休。
- 自家用自動車（白ナンバー車）による有償運送であり、運行業務を西浅井総合サービスに委託している[1]。

## 運行に関して
- 午前は各路線とも定時運行となっているが、「おでかけワゴン 菅浦線」は午後も定時運行の設定がある（後述）。
- 13時00分から17時30分はデマンド運行（予約制）を行うが、各施設長の申し出を受けたうえで臨時運行が行われることもある。

## 路線
各路線とも運行形態が複雑となっているため、運行便の経路を基準に記載した。なお、デマンド運行時は専用停留所も設けられる。

### 西浅井交通ネットワーク線

#### 診療所便 永原地区方面
午前に1.5往復が運行されるが、便ごとに運行区間が異なる。
- 1便
  - 永原駅 → 近江大浦 → 西浅井支所・にしあざい診療所 → 永原小学校 → 山門地区公民館 → 中センター → 庄 → 殿村 →黒山会館 → 永原駅 → （この間無停車） → 西浅井支所・にしあざい診療所
- 2便
  - 山門地区自治館 → 中センター → 庄 → 黒山会館 → 永原駅 → （この間無停車） → 西浅井支所・にしあざい診療所
- 3便（この便だけ「西浅井支所・にしあざい診療所」始発）
  - 西浅井支所・にしあざい診療所 → （この間無停車） → 永原駅 → 黒山会館 → 殿村 → 庄 → 中センター → 山門地区公民館 →  永原小学校 → 西浅井支所・にしあざい診療所 → 近江大浦 → 菅浦口 → 菅浦

#### 診療所便 塩津地区方面
午前（始発停留所基準）に2往復運行するが、［月出会館 - 沓掛会館］間は予約がある時のみ運行する（後述）。
- （月出会館 - ）沓掛会館 - 集福寺会館 - 近江塩津駅 - 横波公民館 - 塩津小学校 - 野坂作業所 - 祝山会館 - 塩津浜地区公民館 - 道の駅あぢかまの里 - 保健センター・塩津出張診療所 - 岩熊センター - 岩熊 - （八田部公会堂 - 山田公民館 - 小山作業所 - ）西浅井支所・にしあざい診療所 - 永原駅

月出会館から「西浅井支所・にしあざい診療所」行きに乗車する場合は、前日の夕方までに電話予約が必要。なお、逆方向の便（沓掛会館行き）に乗車して「月出会館」で下車したい場合は運転手へその旨を伝えると「月出会館」まで運行してくれる。
（永原駅発の2便目は［八田部公会堂 - 山田公民館 - 小山作業所］間を経由しない）

### おでかけワゴン 菅浦線
永原駅または道の駅あぢかまの里と菅浦を結ぶ路線。運行時間によって経路が異なるため、分類して解説する。なお、「ノンストップ」と記した区間内は快速として運行するため、区間内に設けられた各停留所には停車しない。
- 昼間の1.5往復（始発停留所を11時から13時台に発車する3便）
  - 菅浦 - 菅浦口 - 近江大浦 - 西浅井支所・にしあざい診療所 - 永原駅 - 黒山会館 - 永原小学校 - 堂前 - 山門地区公民館 - 中センター - 庄 - 殿村 - 堂前 → 小山作業所 → 山田公民館 → 八田部公会堂 → 岩熊 → 岩熊センター → 保健センター・塩津出張診療所 - 道の駅あぢかまの里
- 朝の2便（「菅浦」発が朝時間帯となる2便）
  - 菅浦 → 菅浦口 → 近江大浦 → 西浅井支所・にしあざい診療所 → 永原駅 → 永原小学校 → 堂前 → 山門地区公民館 → 中センター → 庄 → 殿村 → 堂前 → 小山作業所 → 山田公民館 → 八田部公会堂 → 岩熊 → 岩熊センター → 保健センター・塩津出張診療所 → 道の駅あぢかまの里 → （ノンストップ） → 永原駅
- 夕方1便（「道の駅あぢかまの里」発が15時台）
  - 道の駅あぢかまの里 → 保健センター・塩津出張診療所 → 岩熊センター → 岩熊 → 八田部公会堂 → 山田公民館 → 小山作業所 → 堂前 → 殿村 → 庄 → 中センター → 山門地区公民館 → 堂前 → 永原小学校 → 西浅井支所・にしあざい診療所 → 黒山会館 → 永原駅 → 近江大浦 → 菅浦口 → 菅浦 → （ノンストップ） → 永原駅
- 夕方2便（「永原駅」発が16時台以降）
  - 永原駅 → （ノンストップ） → 道の駅あぢかまの里 → 保健センター・塩津出張診療所 → 岩熊センター → 岩熊 → 八田部公会堂 → 山田公民館 → 小山作業所 → 堂前 → 殿村 → 庄 → 中センター → 山門地区公民館 → 堂前 → 永原小学校 → 西浅井支所・にしあざい診療所 → 黒山会館 → 永原駅 → 近江大浦 → 菅浦口 → 菅浦

## 車両
- 日産・キャラバン
- トヨタ・ハイエース - 9人乗り